# Chorwaccy posłowie do Parlamentu Europejskiego 2013–2014
Chorwaccy posłowie VII kadencji do Parlamentu Europejskiego zostali wybrani w pierwszych w historii Chorwacji wyborach przeprowadzonych 14 kwietnia 2013. Mandaty objęli  z dniem 1 lipca 2013 w związku z przystąpieniem Chorwacji do Unii Europejskiej.

## Lista posłów
Wybrani z listy Chorwackiej Wspólnoty Demokratycznej
- Zdravka Bušić
- Ivana Maletić
- Andrej Plenković
- Davor Stier
- Dubravka Šuica
- Ruža Tomašić (HSP AS)

Wybrani z listy Socjaldemokratycznej Partii Chorwacji
- Marino Baldini
- Biljana Borzan
- Sandra Petrović Jakovina
- Tonino Picula
- Oleg Valjalo

Wybrany z listy partii Chorwaccy Laburzyści – Partia Pracy
- Nikola Vuljanić